# Іванников Георгій Іванович
Георгій Іванович Іванников (1908, місто Ташкент, тепер Узбекистан — 26 червня 1959, місто Ашхабад, тепер місто Ашгабат, Туркменістан) — радянський діяч, 1-й секретар Ашхабадського обласного комітету КП(б) Туркменії, надзвичайний і повноважний посол СРСР у Монгольській Народній Республіці. Депутат Верховної ради СРСР 2-го скликання.

## Біографія
Народився в родині залізничника. У 1923 році вступив до комсомолу.
З 1924 року — голова Чимкентського міського бюро юних піонерів, відповідальний працівник Ташкентського і Ашхабадського міських комітетів комсомолу.
Член ВКП(б) з 1929 року.
З 1934 до серпня 1936 року — партійний організатор «Говурдакбуду» в Туркменській РСР, секретар комітету КП(б) Туркменії промислу «Нефтедаг».
З серпня 1936 року — студент Промислової академії в Москві.
Потім — інструктор та завідувач сектора ЦК КП(б) Туркменії, 1-й секретар Сталінського районного комітету КП(б) Туркменії міста Ашхабада.
До 1943 року — 1-й заступник голови Ради народних комісарів Туркменської РСР.
У 1943—1946 роках — 1-й секретар Ашхабадського обласного комітету КП(б) Туркменії.
У 1949 — 14 листопада 1951 року — радник Посольства СРСР у Монгольській Народній Республіці.
14 листопада 1951 — 6 листопада 1953 року — надзвичайний і повноважний посол СРСР у Монгольській Народній Республіці.
З 1953 до 26 червня 1959 року — завідувач відділу адміністративних та торгово-фінансових органів ЦК КП Туркменії.
Помер 26 червня 1959 року в місті Ашхабаді.

## Нагороди
- два ордени Трудового Червоного Прапора
- два ордени «Знак Пошани»
- медалі